# Chi Cá hồi trắng
Chi Cá hồi trắng (danh pháp khoa học: Coregonus), là một chi cá trong họ Cá hồi (Salmonidae). Loài điển hình là cá hồi trắng (C. lavaretus). Tên gọi chung và phổ biến của các loài trong chi Coregonus là cá hồi trắng.
Cá hồi trắng Bắc Cực (C. autumnalis), cá hồi trắng Bering (C. laurettae) và cá hồi mòi trắng (C. sardinella) là các loài ngược từ biển vào sông để đẻ, chúng di chuyển giữa các vùng nước mặn và nước ngọt.
Các loài cá hồi trắng nước sâu (C. johannae) và cá hồi trắng hàm dài (C. alpenae) đã bị tuyệt chủng vào nửa cuối của thế kỷ 20. Cá hồi trắng vây đen (C. nigripinnis) cũng được coi là bị tuyệt diệt trong phần lớn các khu vực sinh sống cũ của chúng, và hiện nay chỉ còn tìm thấy ở hồ Nipigon. Cá hồi trắng mũi ngắn (C. reighardi) cũng có thể đã tuyệt chủng và nó được Cục cá và động vật hoang dã Hoa Kỳ coi là như vậy, mặc dù IUCN hiện chỉ phân loại nó là cực kỳ nguy cấp. IUCN cũng coi một vài loài cá hồi trắng khác là dễ thương tổn. Tất cả các loài trong chi Coregonus được bảo vệ theo phụ lục III của Công ước Bern về bảo tồn động vật hoang dã châu Âu và các môi trường sống tự nhiên năm 1979.

## Các loài

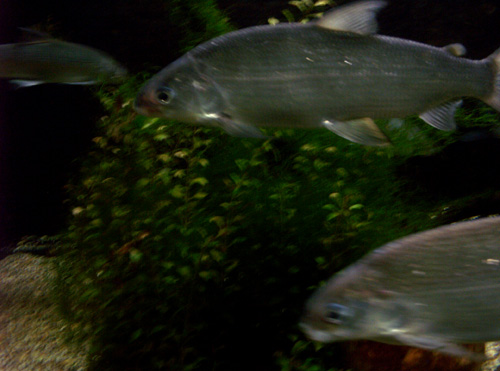
Cá hồi trắng hồ (Coregonus clupeaformis)

Hiện nay phân loại trong chi này còn khá lộn xộn và gây nhầm lẫn giữa nhiều loài. Khoảng 79 loài liệt kê dưới đây là theo FishBase:
- Coregonus albellus
- Coregonus albula- cá hồi trắng châu Âu
- (Coregonus alpenae)- cá hồi trắng hàm dài (tuyệt chủng)
- Coregonus alpinus
- Coregonus anaulorum
- Coregonus arenicolus
- Coregonus artedi - cá hồi trắng Cisco hay cá trích hồ
- Coregonus atterensis
- Coregonus austriacus
- Coregonus autumnalis - cá hồi trắng Bắc Cực
- Coregonus baerii
- Coregonus baicalensis
- Coregonus baunti
- Coregonus bavaricus
- Coregonus bezola
- Coregonus candidus
- Coregonus chadary - cá hồi trắng Khadary
- Coregonus clupeaformis - cá hồi trắng hồ
- Coregonus clupeoides - Cá hồi trắng Powan
- Coregonus confusus
- Coregonus danneri
- Coregonus duplex
- Coregonus fatioi
- Coregonus fera - cá hồi trắng Lavarello
- Coregonus fontanae
- Coregonus gutturosus
- Coregonus heglingus
- Coregonus hiemalis
- Coregonus hoferi
- Coregonus holsata
- Coregonus hoyi - cá hồi trắng Bloater
- Coregonus huntsmani - cá hồi trắng Đại Tây Dương
- (Coregonus johannae) - cá hồi trắng nước sâu (tuyệt chủng)
- Coregonus kiletz
- Coregonus kiyi - cá hồi Kiyi
- Coregonus ladogae
- Coregonus laurettae - cá hồi trắng Bering
- Coregonus lavaretus - cá hồi trắng thông thường
- Coregonus lucinensis
- Coregonus lutokka
- Coregonus macrophthalmus
- Coregonus maraena
- Coregonus maraenoides
- Coregonus maxillaris
- Coregonus megalops - cá hồi trắng sông hồ
- Coregonus migratorius - cá hồi trắng Omul
- Coregonus muksun - cá hồi trắng Muksun
- Coregonus nasus - cá hồi trắng Broad
- Coregonus nelsonii - cá hồi trắng Alaska
- Coregonus nigripinnis - cá hồi trắng vây đen
- Coregonus nilssoni
- Coregonus nipigon
- Coregonus nobilis
- Coregonus oxyrinchus - cá hồi trắng Houting
- Coregonus palaea
- Coregonus pallasii
- Coregonus peled - cá hồi trắng Peled
- Coregonus pennantii - cá hồi trắng Gwyniad
- Coregonus pidschian - cá hồi trắng lưng gù
- Coregonus pollan - cá hồi pollan Ai len
- Coregonus pravdinellus
- Coregonus reighardi - cá hồi trắng mũi ngắn (tuyệt chủng?)
- Coregonus renke
- Coregonus restrictus
- Coregonus sardinella - cá hồi mòi trắng
- Coregonus stigmaticus - cá hồi trắng Schelly
- Coregonus subautumnalis
- Coregonus suidteri
- Coregonus trybomi
- Coregonus tugun lenensis - cá hồi trắng Lena, tugun
- Coregonus tugun tugun - cá hồi trắng Tugun
- Coregonus ussuriensis - cá hồi trắng Amur
- Coregonus vandesius
- Coregonus vessicus
- Coregonus wartmanni
- Coregonus widegreni - cá hồi trắng Valaam
- Coregonus zenithicus - cá hồi trắng hàm ngắn
- Coregonus zuerichensis
- Coregonus zugensis